# 3A busz (Bécs)
A bécsi 3A (Linie 3A) jelzésű autóbusz Schottenring U és Stubentor U között közlekedik. A vonalon általában NBA 85 elektromos minibuszok közlekednek. A járatot a Wiener Linien üzemelteti.

## Útvonala
| Stubentor felé | Schottenring felé |
| --- | --- |
| Schottenring U vá. – Zelinkagasse – Rudolfsplatz – Heinrichsgasse – Salzgries – Vorlaufstraße – Mark-Aurel-Straße – Tuchaluben – Brandstätte – Rotenturmstraße – Woilzeile – Doktor-Karl-Lueger-Platz – Stubentor U vá. | Stubentor U vá. – Doktor-Karl-Lueger-Platz – Parkring – Zedlitzgasse – Schulerstraße – Stephansplatz – Rotenturmstraße – Lichtensteg – Hoher Markt – Wipplingerstraße – Börseplatz – Wipplingerstraße – Schottenring – Franz-Josefs-Kai – Zelinkagasse – Schottenring U vá. |

## Megállóhelyei
| perc (↓) | megálló        | perc (↑) | átszállási kapcsolatok                            |
| -------- | -------------- | -------- | ------------------------------------------------- |
| 0        | Schottenring   | 9        | U2 , U4 1, 2, 31, 71, U2Z N25, N31, N38, N60, N66 |
| 1        | Rudolfsplatz   | ∫        | 2A                                                |
| ∫        | Börse          | 7        | 1, 71, D, U2Z 40A, N25, N38, N60, N66             |
| 2        | Concordiaplatz | ∫        |                                                   |
| ∫        | Renngasse      | 5        | 1A, 2A                                            |
| 3        | Salzgries      | ∫        |                                                   |
| ∫        | Schwertgasse   | 4        | 1A                                                |
| 4        | Hoher Markt    | 3        | 1A                                                |
| 5        | Brandstätte    | ∫        | 1A                                                |
| 6        | Stephansplatz  | 2        | U1 , U3 1A, 2A                                    |
| 8        | Riemergasse    | 1        |                                                   |
| 9        | Stubentor      | 0        | U3 2 74A, N25, N38, N60, N66, N75                 |